# Revolver (журнал)
Revolver — американский журнал о роке и хеви-метал музыке, основанный в 2000 году. Выходит один раз в два месяца; издаётся группой Future US (подразделением Future plc). Распространяется по подписке, также продаётся в книжных магазинах, аэропортах и железнодорожных вокзалах, специализированных отделах супермаркетов.

## История
Изначально журнал задумывался как издание о современной музыке вообще, однако со временем спектр предлагаемого материала был сужен до рока, хард-рока и хеви-метал тематик. Журнал публикует обзоры альбомов, анонсы предстоящих туров музыкальных коллективов, обзоры музыкальных инструментов, а также колонки, ведущими которых выступают музыканты соответствующих жанров.
С 2009 года журнал вручает ежегодную премию за творческие достижения в жанрах хард-рок и хеви-метал — The Revolver Golden Gods award. В 2011 году ведущим церемонии вручения был Крис Джерико.

## Колумнисты
В Revolver регулярно печатаются рок-музыканты, музыкальные журналисты и обозреватели, среди которых:
- Кристофер Вайнгартен (бывший барабанщик Parts & Labor[англ.]) — обзоры и интервью)[7];
- Винни Пол — советы звезды, ответы на письма читателей[8];
- Лиззи Хейл (Halestorm) — ответы на вопросы читателей[8];
- Крис Кроватин[англ.] — обзоры альбомов и туров групп[9].
- Кристина Скаббия (вокалистка Lacuna Coil)